# James Kwalia C'Kurui
James Kwalia C'Kurui, född den 12 juni 1984 i Trans-Nzoia i Kenya som James Kwalia Chepkurui, är en friidrottare som tävlar för Qatar i medeldistanslöpning.
C'Kurui var framgångsrik som junior och blev trea på 3 000 meter vid VM för ungdomar 2001. Han slutade även tvåa på samma distans vid IAAF World Athletics Final 2004 i Monaco. Vid VM 2005 slutade han på trettonde plats på 5 000 meter och vid Olympiska sommarspelen 2008 blev han åtta på samma distans.
Hans stora genombrott kom när han blev bronsmedaljör på 5 000 meter vid VM 2009 i Berlin.

## Personliga rekord
- 3 000 meter - 7.28,28
- 5 000 meter - 12.54,58